# 延友陽子
延友 陽子（のぶとも ようこ、1974年10月24日 - ）は、日本テレビ社員で元アナウンサー。血液型はO型。

## 来歴・人物
東京都練馬区出身。実家は文房具店を営んでいた。東京都立大泉高等学校、東洋大学社会学部社会学科社会学専攻を経て、1998年にアナウンサーとして日本テレビへ入社。同期には鈴木崇司、町田浩徳、柴田倫世がいる。
1998年8月『ズームイン!!朝!』のお天気お姉さんとして先輩・古市幸子からバトンタッチしデビュー、その後同局の朝の看板アナウンサーとなる。2000年に後輩・斉藤まりあに同担当を禅譲し、週末版の『あさ天5』（→『あさ天サタデー』）に移ったが、その斉藤の産休に伴い、『ズームイン!!SUPER』での東京旅物語コーナー（東京の人気エリアを紹介するこのコーナー）の後任として同番組に「復帰」。2002年2月から2003年10月までの1年8か月に渡って担当した。
2003年には、古市幸子・馬場典子と共に『BORA』を結成。その後は、お昼の報道番組『NNNニュースダッシュ』、日曜朝の『NNNニュースサンデー』などを担当していた。
2005年4月にラジオ日本へ短期出向。出向という形を取っていたが、実際には日本テレビのアナウンサー業務も行っていた。2006年10月から再び日本テレビのアナウンサーとして復帰した。
2008年4月8日に医師の亀井眞樹と結婚していたことがスポーツニッポンの報道で明らかになり、それを受けて放送内で正式に発表された。元マラソン選手の増田明美の紹介で2007年初旬に知り合っていた。
高音ボイスが特徴であり近年はナレーションの業務が多く、『ZIP!』や『音のソノリティ』、『ヨーロッパ水紀行』などを担当している。
2012年7月、第1子妊娠が判明したことを『イブニングプレス donna』にて公表。このため10月の番組改編に合わせる形で産前産後休業に入った。同年11月8日に第一子となる女児を出産したことを明らかにした
。
2014年12月、産休・育休から復帰した。
2020年9月末をもって他部署に異動となった。

## エピソード
- モットーは「暗い時代に一服の清涼剤となる」。
- 大学時代にはイベントコンパニオンのアルバイトをしていたこともある。
- 2006年の『Oha!4 NEWS LIVE』の誕生日コーナーでは「先週は大活躍!」と誕生日をお祝いされた。これはその前週10月16日 - 10月20日『Oha!4 NEWS LIVE』にて夏期休暇の中田有紀の代理で一週間サブキャスターを務めたためである。
- 2010年10月までレギュラー出演していた『スッキリ!!』では常に眼鏡をかけて出演していた。これは女性教師風という演出構成によるもので、3種類の眼鏡を洋服に応じて使い分けていた。
- オスのトイ・プードルを近年、飼い始めた。名前は「ノエル」。日本テレビの自身のブログや掲示板で報告している。尚、実家では「ゴロー」と言う名のメスイヌを飼っていたと言う（犬種は不明）。

## 出演番組
- the SOCIAL（日テレNEWS24・火曜・金曜担当[5]）
- あさ天5（土曜担当、2000年10月 - 2001年9月）
- あさ天サタデー（2001年10月6日 - 2002年3月30日）
- たのしい園芸
- ズームイン!!朝!（お天気コーナー、1998年8月 - 2000年9月）
- 企業リサーチ200Z!
- レッツ!
- 峰竜太のホンの昼メシ前
- NNNニュースサンデー（2003年10月5日 - 2004年9月26日）[6]
- ザ・ワイド
- ダウンタウンのガキの使いやあらへんで!!（ヘイポークイズでスタジオからの出題ナレーション）
- 東京日和（ナレーション担当）
- NNNニュースダッシュ（木・金曜日、2004年4月1日 - 2005年4月1日）
- NNNニュースプラス1（土曜日のお天気コーナー、2004年4月3日 - 2005年4月2日）
- いってらっしゃ〜い!（ラジオ日本）（月 - 水曜日、2004年10月 - 2006年9月、本人は主に火曜日担当）
- 延友陽子のモーニングティー!（ラジオ日本）（2005年12月 - 2006年3月）
- 延友陽子のヨコハマ時間（ラジオ日本）（2006年1月 - 2007年3月）
- Oha!4 NEWS LIVE（2006年10月16日 - 20日）- 中田有紀の代理
- NNN Newsリアルタイム（2006年12月11日 - 15日）- 山本真純の代理
- 香取慎吾の特上!天声慎吾（2007年1月28日・2月4日・11日）（「東武東上線スターになろうツアー by おぎやはぎ」のガイド役）
- ヨーロッパ水紀行II（BS日テレ、ナレーション）
- 琴線感覚（ナレーション）
- オススメッ!（ナレーション）
- SUPER SURPRISE（月曜『心に響く4コマ劇場』、ナレーション・響いた君）
- 踊る!さんま御殿!!（ナレーション）- 森富美の産休による代役
- ご存じですか（リポーター）
- スッキリ!!（月・火曜、9:15-9:25頃 スッキリナビ）（過去に「スッキリエンタメ略してスッタメ」に出演、- 2010年9月7日）
- DON!（2010年9月27日・28日）- 馬場典子の代理
- NNNストレイトニュース
  - 豊田順子の代理（2011年2月24日・25日）
  - 森富美の代理（2018年1月4日・5日）
- 情報ライブ ミヤネ屋ニュースコーナー（2011年2月24日・25日）- 豊田順子の代理
- ズームイン!!SUPER（コーナー担当：2002年2月 - 2003年10月、フィールドレポーター：2010年10月 - 2011年3月31日）
- 密室謎解きバラエティー 脱出ゲームDERO!（クイズ出題ナレーション、2010年10月13日 - 2011年3月9日 ）[7]
- イブニングプレス donna（2011年3月31日 - 2012年7月26日、木曜日）
- 全国高等学校クイズ選手権 （第31回・第32回クイズ出題ナレーション、2011年9月9日・2012年8月31日）
- ZIP!（「MOCO'Sキッチン」ナレーション、2011年4月1日 - 2012年9月28日）
- 音のソノリティ（ナレーション、第1期2003年10月 - 2005年4月、第2期2007年7月 - 2012年10月 ）
- ヨーロッパ水紀行III（BS日テレ、ナレーション）
- ヨーロッパ水紀行IV（BS日テレ、ナレーション）
- 世界水紀行 ヨーロッパ編（BS日テレ、ナレーション（8回目以降））
- 日テレッス!TV（日テレG+）
- 日テレNEWS24（不定期・日テレアナウンサー担当枠）
- 夜遊び三姉妹（ナレーション）
- しか〜も!!（ナレーション、2011年5月7日 - ）
- 宝探しアドベンチャー 謎解きバトルTORE! （クイズ出題ナレーション、2011年7月6日 - 2012年9月）
- C-Mania（ナレーション、隔週）